# 红土崖镇
红土崖镇，是中华人民共和国吉林省白山市浑江区下辖的一个乡镇级行政单位。

## 行政区划
红土崖镇下辖以下地区：
宏达社区、大青沟村、红一村、红新村、河东村、三道岔村、四道岔村、五道岔村、六道岔村、卢家沟村、大镜沟村、报马桥村、珠宝沟村和簸箕掌子村。